# Massacri di Dzjatlava
I massacri di Dzyatlava furono due sparatorie di massa avvenute a sei mesi di distanza durante l'Olocausto. La città di Zdzięcioł (in polacco: Zdzięcioł, in bielorusso: Dzyatlava) si trovava nel voivodato di Nowogródek della Seconda Repubblica Polacca prima della seconda guerra mondiale.
Le autorità tedesche crearono il ghetto nel febbraio 1942 e vi trasferirono oltre 4.500 ebrei polacchi. Due mesi dopo, alla fine di aprile 1942, lo squadrone della morte tedesco, aiutato dai battaglioni della polizia ausiliaria lituana e bielorussa, circondò il ghetto e ordinò a tutti gli ebrei di lasciare le abitazioni per sottoporsi ad una "selezione".
Le vittime furono scortate nella piazza principale e fatte aspettare fino all'alba: coloro che furono in possesso di un certificato di lavoro furono rilasciati insieme alle loro famiglie mentre tutti gli altri furono gradualmente portati fuori città in gruppi per il "trasferimento".
Circa 1.000-1.200 ebrei furono condotti nella foresta di Kurpiesze (Kurpyash) e assassinati il 30 aprile 1942. Il secondo massacro ebbe luogo sei mesi dopo, il 6 agosto 1942, durante la liquidazione del ghetto. Circa 1.500-2.000 ebrei, forse fino a 3.000 secondo alcune fonti, furono assassinati nel cimitero ebraico.

## Il primo massacro
Il 22 febbraio 1942 le autorità tedesche affissero in tutta la città dei manifesti in cui si annunciò che tutti gli ebrei dovevano trasferirsi nel ghetto, istituito intorno alla sinagoga e alla scuola Talmud Torah. Il 29 aprile i tedeschi arrestarono lo Judenrat e all'alba del 30 aprile i residenti nel ghetto furono svegliati dai colpi di arma da fuoco. Gli ebrei furono portati al vecchio cimitero, dentro il ghetto e allo stesso tempo, i tedeschi e i loro collaboratori locali, sia bielorussi che lituani, iniziarono a cacciare gli ebrei dalle loro case, picchiando, prendendo a calci e sparando ai riluttanti a obbedire. Ci fu quindi una selezione: le donne, i bambini e gli anziani furono mandati a sinistra, i giovani operai specializzati a destra.
Circa 1.200 giovani furono fatti marciare fino alla foresta di Kurpyash, a sud della città, dove erano state preparate in anticipo alcune fosse e fucilati a gruppi di venti. Durante la sparatoria si presentò il commissario distrettuale tedesco per rilasciare coloro che avevano un certificato attestante la professione insieme alla propria famiglia, in questo modo un centinaio di persone tornarono nel ghetto.

## Il secondo massacro
Il 10 agosto 1942 iniziò il secondo massacro e continuò per tre giorni poiché molti ebrei si nascosero nei bunker preparati in precedenza. Durante lo sgombero del ghetto, circa 2.000 - 3.000 ebrei furono fucilati in tre fosse comuni nel cimitero ebraico, circa 1.000 persone per ciascuna fossa comune. Poco più di 200 artigiani ebrei furono trasferiti nel ghetto di Navahrudak. Diverse centinaia di ebrei fuggirono nella foresta una volta terminato il massacro, dove riuscirono a sopravvivere fino alla liberazione.
Tra gli ebrei nei campi di lavoro di Dworets, Navahrudak e in altre città limitrofe si sparse la voce del distaccamento partigiano Zhetel formato dai sovietici: circa 120 ebrei si unirono allo Zhetel nelle foreste di Lipichany dopo essere riusciti a fuggire dal massacro dell'agosto 1942.
Anche il distaccamento Zhetel comandato da Hirsch Kaplinski pretese a sua volta vendetta sui collaborazionisti locali. Un atto che ebbe luogo nel villaggio di Molery il 10 settembre 1942: dopo aver eliminato due collaborazionisti, i partigiani ebrei informarono anche l'anziano del villaggio e gli abitanti del villaggio sui motivi precisi per cui avevano effettuato questa rappresaglia. Si stima che circa 370 partigiani ebrei di Dzyatlava sopravvissero alla guerra.
Ad oggi, dei due cimiteri ebraici della città, solo uno ha delle tombe identificate.